# Play-offs Nederlands voetbal 2012
De play-offs van het Nederlands voetbal in 2012 werden er na afloop van de reguliere competitie gespeeld. Hierin streden de nummers 6 t/m 9 van de Eredivisie om een ticket voor de UEFA Europa League. Daarnaast speelden er een tiental clubs voor promotie/handhaving naar/in de Eredivisie.

## Play-offs voor de UEFA Europa League
In de periode van 10 t/m 20 mei zouden de play-offs om één ticket voor de voorronde van de UEFA Europa League gespeeld worden. Aan deze play-offs namen de vier hoogst geëindigde teams uit de Eredivisie (na 34 wedstrijden) die zich niet rechtstreeks voor Europees voetbal geplaatst hebben deel, eventueel inclusief de verliezer van de KNVB beker-finale, Heracles Almelo. Als KNVB beker-winnaar PSV bij de eerste twee van de Eredivisie zou eindigen, kreeg de verliezer van de KNVB beker-finale een ticket voor de voorronde van de Europa League, maar kon Heracles Almelo zich eventueel via de play-offs nog plaatsen voor een gunstiger ticket.
In speelronde 32 verzekerde Vitesse zich van de 7e plaats in de Eredivisie en was daarmee de eerst bekende deelnemer.
Na speelronde 34 namen FC Twente (6e), N.E.C. (8e) en RKC Waalwijk (9e) ook deel aan deze play-offs.
De winnaar van de play-offs stroomde in de tweede kwalificatieronde van de UEFA Europa League 2012/13 in.
FC Twente was voor aanvang van de play-offs reeds zeker van Europees voetbal, door een ticket voor de eerste kwalificatieronde Europa League uit het UEFA Fair Playklassement. Door de play-offs kon FC Twente zich voor het gunstiger ticket plaatsen, waarbij het Fair Play-ticket door zou schuiven naar het gedegradeerde Excelsior.

### Wedstrijdschema
|  | eerste ronde 10 en 13 mei | eerste ronde 10 en 13 mei | eerste ronde 10 en 13 mei | eerste ronde 10 en 13 mei |  |              | om ticket UEFA Europa League 17 en 20 mei | om ticket UEFA Europa League 17 en 20 mei | om ticket UEFA Europa League 17 en 20 mei | om ticket UEFA Europa League 17 en 20 mei |
|  |                           |                           |                           |                           |  |              |                                           |                                           |                                           |                                           |
|  | Wedstrijd A               |                           |                           |                           |  |              |                                           |                                           |                                           |                                           |
|  | RKC Waalwijk              | 1                         | 1                         | 2                         |  |              |                                           |                                           |                                           |                                           |
|  | FC Twente                 | 1                         | 0                         | 1                         |  |              | Wedstrijd C                               | Wedstrijd C                               | Wedstrijd C                               | Wedstrijd C                               |
|  |                           |                           |                           |                           |  | RKC Waalwijk | 1                                         | 1                                         | 2                                         |                                           |
|  | Wedstrijd B               | Wedstrijd B               | Wedstrijd B               | Wedstrijd B               |  | Vitesse      | 3                                         | 2                                         | 5                                         |                                           |
|  | N.E.C.                    | 3                         | 0                         | 3                         |  |              |                                           |                                           |                                           |                                           |
|  | Vitesse                   | 2                         | 2                         | 4                         |  |              |                                           |                                           |                                           |                                           |

### Wedstrijd A
|                               |                       |         |             |                                                                                        |
| Wedstrijd 1 10 mei 2012 21:00 | RKC Waalwijk          | 1 – 1   | FC Twente   | Stadion: Mandemakers Stadion, Waalwijk Toeschouwers: 3.871 Scheidsrechter: Wiedemeijer |
| Wedstrijd 1 10 mei 2012 21:00 | Ten Voorde 25' (pen.) | Verslag | 14' Douglas | Stadion: Mandemakers Stadion, Waalwijk Toeschouwers: 3.871 Scheidsrechter: Wiedemeijer |
| Wedstrijd 1 10 mei 2012 21:00 |                       |         |             | Stadion: Mandemakers Stadion, Waalwijk Toeschouwers: 3.871 Scheidsrechter: Wiedemeijer |
| Wedstrijd 1 10 mei 2012 21:00 |                       |         |             | Stadion: Mandemakers Stadion, Waalwijk Toeschouwers: 3.871 Scheidsrechter: Wiedemeijer |
|                               |                       |         |             |                                                                                        |

|                               |           |         |              |                                                                                    |
| Wedstrijd 2 13 mei 2012 16:30 | FC Twente | 0 – 1   | RKC Waalwijk | Stadion: De Grolsch Veste, Enschede Toeschouwers: 20.000 Scheidsrechter: Gözübüyük |
| Wedstrijd 2 13 mei 2012 16:30 |           | Verslag | 84' Alakmak  | Stadion: De Grolsch Veste, Enschede Toeschouwers: 20.000 Scheidsrechter: Gözübüyük |
| Wedstrijd 2 13 mei 2012 16:30 |           |         |              | Stadion: De Grolsch Veste, Enschede Toeschouwers: 20.000 Scheidsrechter: Gözübüyük |
| Wedstrijd 2 13 mei 2012 16:30 |           |         |              | Stadion: De Grolsch Veste, Enschede Toeschouwers: 20.000 Scheidsrechter: Gözübüyük |
|                               |           |         |              |                                                                                    |

### Wedstrijd B
|                               |                                                       |         |                   |                                                                                  |
| Wedstrijd 1 10 mei 2012 19:00 | N.E.C.                                                | 3 – 2   | Vitesse           | Stadion: Goffertstadion, Nijmegen Toeschouwers: 12.333 Scheidsrechter: Braamhaar |
| Wedstrijd 1 10 mei 2012 19:00 | Foor 41' Schøne 79' (pen.) Van der Struijk 88' (e.d.) | Verslag | 32' Hofs 61' Bony | Stadion: Goffertstadion, Nijmegen Toeschouwers: 12.333 Scheidsrechter: Braamhaar |
| Wedstrijd 1 10 mei 2012 19:00 |                                                       |         |                   | Stadion: Goffertstadion, Nijmegen Toeschouwers: 12.333 Scheidsrechter: Braamhaar |
| Wedstrijd 1 10 mei 2012 19:00 |                                                       |         |                   | Stadion: Goffertstadion, Nijmegen Toeschouwers: 12.333 Scheidsrechter: Braamhaar |
|                               |                                                       |         |                   |                                                                                  |

|                               |                   |         |                            |                                                                         |
| Wedstrijd 2 13 mei 2012 14:30 | Vitesse           | 2 – 0   | N.E.C.                     | Stadion: GelreDome, Arnhem Toeschouwers: 13.301 Scheidsrechter: Kuipers |
| Wedstrijd 2 13 mei 2012 14:30 | Hofs 51' Bony 76' | Verslag | 32' Nuytinck 49', 54' Foor | Stadion: GelreDome, Arnhem Toeschouwers: 13.301 Scheidsrechter: Kuipers |
| Wedstrijd 2 13 mei 2012 14:30 |                   |         |                            | Stadion: GelreDome, Arnhem Toeschouwers: 13.301 Scheidsrechter: Kuipers |
| Wedstrijd 2 13 mei 2012 14:30 |                   |         |                            | Stadion: GelreDome, Arnhem Toeschouwers: 13.301 Scheidsrechter: Kuipers |
|                               |                   |         |                            |                                                                         |

### Wedstrijd C
|                               |              |         |                         |                                                                                       |
| Wedstrijd 1 17 mei 2012 16:30 | RKC Waalwijk | 1 – 3   | Vitesse                 | Stadion: Mandemakers Stadion, Waalwijk Toeschouwers: 6.000 Scheidsrechter: Van Boekel |
| Wedstrijd 1 17 mei 2012 16:30 | Németh 55'   | Verslag | 22' Kalas 69', 81' Bony | Stadion: Mandemakers Stadion, Waalwijk Toeschouwers: 6.000 Scheidsrechter: Van Boekel |
| Wedstrijd 1 17 mei 2012 16:30 |              |         |                         | Stadion: Mandemakers Stadion, Waalwijk Toeschouwers: 6.000 Scheidsrechter: Van Boekel |
| Wedstrijd 1 17 mei 2012 16:30 |              |         |                         | Stadion: Mandemakers Stadion, Waalwijk Toeschouwers: 6.000 Scheidsrechter: Van Boekel |
|                               |              |         |                         |                                                                                       |

|                               |                    |         |                |                                                                      |
| Wedstrijd 2 20 mei 2012 16:30 | Vitesse            | 2 – 1   | RKC Waalwijk   | Stadion: GelreDome, Arnhem Toeschouwers: 24.561 Scheidsrechter: Blom |
| Wedstrijd 2 20 mei 2012 16:30 | Bony 3' Ibarra 84' | Verslag | 75' Castillion | Stadion: GelreDome, Arnhem Toeschouwers: 24.561 Scheidsrechter: Blom |
| Wedstrijd 2 20 mei 2012 16:30 |                    |         |                | Stadion: GelreDome, Arnhem Toeschouwers: 24.561 Scheidsrechter: Blom |
| Wedstrijd 2 20 mei 2012 16:30 |                    |         |                | Stadion: GelreDome, Arnhem Toeschouwers: 24.561 Scheidsrechter: Blom |
|                               |                    |         |                |                                                                      |

- Vitesse plaatst zich voor de 2e voorronde van de Europa League.

## Play-offs om promotie/degradatie
In de periode van 1 t/m 20 mei zouden de play-offs om promotie/degradatie tussen de Eerste divisie en de Eredivisie gespeeld worden. De play-offs werden gespeeld door de nummers 16 en 17 van de Eredivisie 2011/12, aangevuld met acht teams uit de Eerste divisie 2011/12. De nummer 18 van de Eredivisie (Excelsior) degradeerde direct, en de kampioen van de Eerste divisie (FC Zwolle) promoveerde direct. Doordat de kampioen ook een periodetitel behaald had, waren de acht deelnemende clubs uit de Eerste divisie de drie overige periodekampioenen aangevuld met de vijf hoogste teams op de ranglijst zonder periodetitel.
De periodekampioenen waren FC Zwolle (1e periode), FC Den Bosch (2e periode; JL6), Sparta Rotterdam (3e periode; JL2) en Helmond Sport (4e periode; JL4).
De nummers 3, 5, 7, 8 en 9, respectievelijk FC Eindhoven, Willem II, SC Cambuur, MVV Maastricht en Go Ahead Eagles, waren de overige deelnemers uit de Eerste divisie. Uit de Eredivisie namen VVV-Venlo (E16) en De Graafschap (E17) deel.
De teams uit de Eerste divisie kregen een classificatie mee op basis van de eindstand van de ranglijst. Zo werd het team dat als tweede eindigde aangeduid met JL2, de nummer 3 met JL3 tot en met JL9 voor het team op plaats 9. JL6 t/m JL9 speelden de eerste ronde, de deelnemers uit de Eredivisie en JL2 t/m JL5 stroomden in de tweede ronde in. Er wordt in een knock-outsysteem gespeeld, waarbij het resultaat over twee wedstrijden (uit en thuis) bepaalde welk team door zou gaan. Indien dit resultaat gelijk was, zal het team met de meest gescoorde uitdoelpunten door gaan. Was ook dit na twee keer 90 minuten geheel gelijk, dan volgde er verlenging en eventueel strafschoppen. Het team met de hoogste classificatie speelde de tweede wedstrijd thuis.

### Wedstrijdschema
|  | kwartfinale | kwartfinale     | kwartfinale                | kwartfinale      | kwartfinale |   |   | halve finale | halve finale | halve finale | halve finale | halve finale |   |              | finale | finale | finale | finale | finale |
|  |             |                 |                            |                  |             |   |   |              |              |              |              |              |   |              |        |        |        |        |        |
|  |             |                 |                            |                  |             |   |   |              |              |              |              |              |   |              |        |        |        |        |        |
|  |             | A               | FC Den Bosch (Uitdoelpunt) | 0                | 1           | 1 |   |              |              |              |              |              |   |              |        |        |        |        |        |
|  |             |                 |                            |                  |             | 1 |   |              |              |              |              |              |   |              |        |        |        |        |        |
|  |             |                 | E17                        | De Graafschap    | 0           | 1 | 1 |              |              |              |              |              |   |              |        |        |        |        |        |
|  | JL9         | Go Ahead Eagles | E17                        | De Graafschap    | 0           | 1 | 1 | 1            | 0            | 1            |              |              |   |              |        |        |        |        |        |
|  | JL9         | Go Ahead Eagles |                            |                  |             |   |   | 1            | 0            | 1            |              |              |   |              |        |        |        |        |        |
|  | JL6         | FC Den Bosch    | 1                          | 2                | 3           |   |   |              |              |              |              |              |   |              |        |        |        |        |        |
|  | JL6         | FC Den Bosch    | 1                          | 2                | 3           |   |   |              |              |              |              |              | C | FC Den Bosch | 0      | 1      | 1      |        |        |
|  |             |                 |                            |                  |             |   |   |              |              |              |              |              | C | FC Den Bosch | 0      | 1      | 1      |        |        |
|  |             | D               | Willem II                  | 0                | 2           | 2 |   |              |              |              |              |              |   |              |        |        |        |        |        |
|  |             |                 |                            |                  |             |   |   |              |              |              |              |              |   |              |        |        |        |        |        |
|  |             |                 |                            |                  |             |   |   |              |              |              |              |              |   |              |        |        |        |        |        |
|  |             |                 |                            |                  |             |   |   |              |              |              |              |              |   |              |        |        |        |        |        |
|  |             | JL5             | Willem II                  | 1                | 2           | 3 |   |              |              |              |              |              |   |              |        |        |        |        |        |
|  |             |                 |                            |                  |             | 3 |   |              |              |              |              |              |   |              |        |        |        |        |        |
|  |             |                 | JL2                        | Sparta Rotterdam | 1           | 1 | 2 |              |              |              |              |              |   |              |        |        |        |        |        |
|  |             |                 | JL2                        | Sparta Rotterdam | 1           | 1 | 2 |              |              |              |              |              |   |              |        |        |        |        |        |
|  |             |                 |                            |                  |             |   |   |              |              |              |              |              |   |              |        |        |        |        |        |

|  | eerste ronde 1 en 5 mei | eerste ronde 1 en 5 mei | eerste ronde 1 en 5 mei | eerste ronde 1 en 5 mei | eerste ronde 1 en 5 mei |   |   | tweede ronde 10 en 13 mei | tweede ronde 10 en 13 mei | tweede ronde 10 en 13 mei | tweede ronde 10 en 13 mei | tweede ronde 10 en 13 mei |  |  | derde ronde 17 en 20 mei | derde ronde 17 en 20 mei | derde ronde 17 en 20 mei | derde ronde 17 en 20 mei | derde ronde 17 en 20 mei |
|  |                         |                         |                         |                         |                         |   |   |                           |                           |                           |                           |                           |  |  |                          |                          |                          |                          |                          |
|  |                         |                         |                         |                         |                         |   |   |                           |                           |                           |                           |                           |  |  |                          |                          |                          |                          |                          |
|  |                         | JL4                     | Helmond Sport           | 2                       | 1                       | 3 |   |                           |                           |                           |                           |                           |  |  |                          |                          |                          |                          |                          |
|  |                         |                         |                         |                         |                         | 3 |   |                           |                           |                           |                           |                           |  |  |                          |                          |                          |                          |                          |
|  |                         |                         | JL3                     | FC Eindhoven            | 0                       | 0 | 0 |                           |                           |                           |                           |                           |  |  |                          |                          |                          |                          |                          |
|  |                         |                         | JL3                     | FC Eindhoven            | 0                       | 0 | 0 |                           |                           |                           |                           |                           |  |  |                          |                          |                          |                          |                          |
|  |                         |                         |                         |                         |                         |   |   |                           |                           |                           |                           |                           |  |  |                          |                          |                          |                          |                          |
|  |                         |                         |                         |                         |                         |   |   |                           |                           |                           |                           |                           |  |  |                          |                          |                          |                          |                          |
|  |                         |                         |                         |                         |                         |   |   | E                         | Helmond Sport             | 1                         | 2                         | 3                         |  |  |                          |                          |                          |                          |                          |
|  |                         |                         |                         |                         |                         |   |   |                           |                           |                           |                           |                           |  |  |                          |                          |                          |                          |                          |
|  |                         | F                       | VVV-Venlo               | 2                       | 2                       | 4 |   |                           |                           |                           |                           |                           |  |  |                          |                          |                          |                          |                          |
|  | JL8                     | MVV Maastricht          | 0                       | 1                       | 1                       |   |   |                           |                           |                           |                           |                           |  |  |                          |                          |                          |                          |                          |
|  | JL8                     | MVV Maastricht          | 0                       | 1                       | 1                       |   |   |                           |                           |                           |                           |                           |  |  |                          |                          |                          |                          |                          |
|  | JL7                     | SC Cambuur              | 2                       | 0                       | 2                       |   |   |                           |                           |                           |                           |                           |  |  |                          |                          |                          |                          |                          |
|  | JL7                     | SC Cambuur              | 2                       | 0                       | 2                       |   | B | SC Cambuur                | 0                         | 3                         | 3                         |                           |  |  |                          |                          |                          |                          |                          |
|  |                         |                         |                         |                         |                         |   | B | SC Cambuur                | 0                         | 3                         | 3                         |                           |  |  |                          |                          |                          |                          |                          |
|  |                         |                         | E16                     | VVV-Venlo               | 0                       | 4 | 4 |                           |                           |                           |                           |                           |  |  |                          |                          |                          |                          |                          |
|  |                         |                         | E16                     | VVV-Venlo               | 0                       | 4 | 4 |                           |                           |                           |                           |                           |  |  |                          |                          |                          |                          |                          |
|  |                         |                         |                         |                         |                         |   |   |                           |                           |                           |                           |                           |  |  |                          |                          |                          |                          |                          |

De winnaars van de derde ronde promoveerden naar of bleven in de Eredivisie. De rest bleef in of degradeerde naar de Eerste divisie.

### Eerste ronde

#### Wedstrijd A
|                              |                 |         |                |                                                                                |
| Wedstrijd 1 1 mei 2012 20:00 | Go Ahead Eagles | 1 – 1   | FC Den Bosch   | Stadion: De Adelaarshorst, Deventer Toeschouwers: 3.823 Scheidsrechter: Higler |
| Wedstrijd 1 1 mei 2012 20:00 | Kolder 30'      | Verslag | 82' Buitenhuis | Stadion: De Adelaarshorst, Deventer Toeschouwers: 3.823 Scheidsrechter: Higler |
| Wedstrijd 1 1 mei 2012 20:00 |                 |         |                | Stadion: De Adelaarshorst, Deventer Toeschouwers: 3.823 Scheidsrechter: Higler |
| Wedstrijd 1 1 mei 2012 20:00 |                 |         |                | Stadion: De Adelaarshorst, Deventer Toeschouwers: 3.823 Scheidsrechter: Higler |
|                              |                 |         |                |                                                                                |

|                              |                  |         |                 |                                                                                           |
| Wedstrijd 2 5 mei 2012 18:45 | FC Den Bosch     | 2 – 0   | Go Ahead Eagles | Stadion: Stadion De Vliert, 's-Hertogenbosch Toeschouwers: 5.196 Scheidsrechter: Makkelie |
| Wedstrijd 2 5 mei 2012 18:45 | Reniers 40', 72' | Verslag |                 | Stadion: Stadion De Vliert, 's-Hertogenbosch Toeschouwers: 5.196 Scheidsrechter: Makkelie |
| Wedstrijd 2 5 mei 2012 18:45 |                  |         |                 | Stadion: Stadion De Vliert, 's-Hertogenbosch Toeschouwers: 5.196 Scheidsrechter: Makkelie |
| Wedstrijd 2 5 mei 2012 18:45 |                  |         |                 | Stadion: Stadion De Vliert, 's-Hertogenbosch Toeschouwers: 5.196 Scheidsrechter: Makkelie |
|                              |                  |         |                 |                                                                                           |

- Go Ahead Eagles blijft in de Eerste divisie.

#### Wedstrijd B
|                              |     |         |                    |                                                                           |
| Wedstrijd 1 1 mei 2012 20:00 | MVV | 0 – 2   | SC Cambuur         | Stadion: Geusselt, Maastricht Toeschouwers: 4.747 Scheidsrechter: Janssen |
| Wedstrijd 1 1 mei 2012 20:00 |     | Verslag | 10' Barto 57' Hese | Stadion: Geusselt, Maastricht Toeschouwers: 4.747 Scheidsrechter: Janssen |
| Wedstrijd 1 1 mei 2012 20:00 |     |         |                    | Stadion: Geusselt, Maastricht Toeschouwers: 4.747 Scheidsrechter: Janssen |
| Wedstrijd 1 1 mei 2012 20:00 |     |         |                    | Stadion: Geusselt, Maastricht Toeschouwers: 4.747 Scheidsrechter: Janssen |
|                              |     |         |                    |                                                                           |

|                              |            |         |             |                                                                                   |
| Wedstrijd 2 5 mei 2012 18:45 | SC Cambuur | 0 – 1   | MVV         | Stadion: Cambuurstadion, Leeuwarden Toeschouwers: 6.425 Scheidsrechter: Gözübüyük |
| Wedstrijd 2 5 mei 2012 18:45 |            | Verslag | 56' La Rosa | Stadion: Cambuurstadion, Leeuwarden Toeschouwers: 6.425 Scheidsrechter: Gözübüyük |
| Wedstrijd 2 5 mei 2012 18:45 |            |         |             | Stadion: Cambuurstadion, Leeuwarden Toeschouwers: 6.425 Scheidsrechter: Gözübüyük |
| Wedstrijd 2 5 mei 2012 18:45 |            |         |             | Stadion: Cambuurstadion, Leeuwarden Toeschouwers: 6.425 Scheidsrechter: Gözübüyük |
|                              |            |         |             |                                                                                   |

- MVV blijft in de Eerste divisie.

### Tweede ronde

#### Wedstrijd C
|                               |              |         |                |                                                                                         |
| Wedstrijd 1 10 mei 2012 19:00 | FC Den Bosch | 0 – 0   | De Graafschap  | Stadion: Stadion De Vliert, 's-Hertogenbosch Toeschouwers: 5.888 Scheidsrechter: Bossen |
| Wedstrijd 1 10 mei 2012 19:00 |              | Verslag | 65', 84' Evers | Stadion: Stadion De Vliert, 's-Hertogenbosch Toeschouwers: 5.888 Scheidsrechter: Bossen |
| Wedstrijd 1 10 mei 2012 19:00 |              |         |                | Stadion: Stadion De Vliert, 's-Hertogenbosch Toeschouwers: 5.888 Scheidsrechter: Bossen |
| Wedstrijd 1 10 mei 2012 19:00 |              |         |                | Stadion: Stadion De Vliert, 's-Hertogenbosch Toeschouwers: 5.888 Scheidsrechter: Bossen |
|                               |              |         |                |                                                                                         |

|                               |               |         |               |                                                                                     |
| Wedstrijd 2 13 mei 2012 12:30 | De Graafschap | 1 – 1   | FC Den Bosch  | Stadion: Stadion De Vijverberg, Doetinchem Toeschouwers: 9.083 Scheidsrechter: Vink |
| Wedstrijd 2 13 mei 2012 12:30 | Rose 30'      | Verslag | 17' Van Weert | Stadion: Stadion De Vijverberg, Doetinchem Toeschouwers: 9.083 Scheidsrechter: Vink |
| Wedstrijd 2 13 mei 2012 12:30 |               |         |               | Stadion: Stadion De Vijverberg, Doetinchem Toeschouwers: 9.083 Scheidsrechter: Vink |
| Wedstrijd 2 13 mei 2012 12:30 |               |         |               | Stadion: Stadion De Vijverberg, Doetinchem Toeschouwers: 9.083 Scheidsrechter: Vink |
|                               |               |         |               |                                                                                     |

- De Graafschap degradeert naar de Eerste divisie.

#### Wedstrijd D
|                               |                           |         |                  |                                                                                            |
| Wedstrijd 1 10 mei 2012 20:00 | Willem II                 | 2 – 1   | Sparta Rotterdam | Stadion: Koning Willem II Stadion, Tilburg Toeschouwers: 10.150 Scheidsrechter: Van Boekel |
| Wedstrijd 1 10 mei 2012 20:00 | Swinkels 38' De Groot 40' | Verslag | 15' Bruinier     | Stadion: Koning Willem II Stadion, Tilburg Toeschouwers: 10.150 Scheidsrechter: Van Boekel |
| Wedstrijd 1 10 mei 2012 20:00 |                           |         |                  | Stadion: Koning Willem II Stadion, Tilburg Toeschouwers: 10.150 Scheidsrechter: Van Boekel |
| Wedstrijd 1 10 mei 2012 20:00 |                           |         |                  | Stadion: Koning Willem II Stadion, Tilburg Toeschouwers: 10.150 Scheidsrechter: Van Boekel |
|                               |                           |         |                  |                                                                                            |

|                               |                  |         |           |                                                                                           |
| Wedstrijd 2 13 mei 2012 14:30 | Sparta Rotterdam | 1 – 1   | Willem II | Stadion: Spartastadion Het Kasteel, Rotterdam Toeschouwers: 7.604 Scheidsrechter: Nijhuis |
| Wedstrijd 2 13 mei 2012 14:30 | Bel Hassani 58'  | Verslag | 7' Höcher | Stadion: Spartastadion Het Kasteel, Rotterdam Toeschouwers: 7.604 Scheidsrechter: Nijhuis |
| Wedstrijd 2 13 mei 2012 14:30 |                  |         |           | Stadion: Spartastadion Het Kasteel, Rotterdam Toeschouwers: 7.604 Scheidsrechter: Nijhuis |
| Wedstrijd 2 13 mei 2012 14:30 |                  |         |           | Stadion: Spartastadion Het Kasteel, Rotterdam Toeschouwers: 7.604 Scheidsrechter: Nijhuis |
|                               |                  |         |           |                                                                                           |

- Sparta Rotterdam blijft in de Eerste divisie.

#### Wedstrijd E
|                               |                |         |              |                                                                                 |
| Wedstrijd 1 10 mei 2012 20:00 | Helmond Sport  | 1 – 0   | FC Eindhoven | Stadion: Lavans Stadion, Helmond Toeschouwers: 4.062 Scheidsrechter: Van Sichem |
| Wedstrijd 1 10 mei 2012 20:00 | Kazlauskas 52' | Verslag |              | Stadion: Lavans Stadion, Helmond Toeschouwers: 4.062 Scheidsrechter: Van Sichem |
| Wedstrijd 1 10 mei 2012 20:00 |                |         |              | Stadion: Lavans Stadion, Helmond Toeschouwers: 4.062 Scheidsrechter: Van Sichem |
| Wedstrijd 1 10 mei 2012 20:00 |                |         |              | Stadion: Lavans Stadion, Helmond Toeschouwers: 4.062 Scheidsrechter: Van Sichem |
|                               |                |         |              |                                                                                 |

|                               |              |         |                           |                                                                                     |
| Wedstrijd 2 13 mei 2012 14:30 | FC Eindhoven | 0 – 2   | Helmond Sport             | Stadion: Jan Louwers Stadion, Eindhoven Toeschouwers: 4.017 Scheidsrechter: Janssen |
| Wedstrijd 2 13 mei 2012 14:30 |              | Verslag | 11' Güvenç 21' Kazlauskas | Stadion: Jan Louwers Stadion, Eindhoven Toeschouwers: 4.017 Scheidsrechter: Janssen |
| Wedstrijd 2 13 mei 2012 14:30 |              |         |                           | Stadion: Jan Louwers Stadion, Eindhoven Toeschouwers: 4.017 Scheidsrechter: Janssen |
| Wedstrijd 2 13 mei 2012 14:30 |              |         |                           | Stadion: Jan Louwers Stadion, Eindhoven Toeschouwers: 4.017 Scheidsrechter: Janssen |
|                               |              |         |                           |                                                                                     |

- FC Eindhoven blijft in de Eerste divisie.

#### Wedstrijd F
|                               |            |       |           |                                                                                  |
| Wedstrijd 1 10 mei 2012 21:00 | SC Cambuur | 0 – 0 | VVV-Venlo | Stadion: Cambuurstadion, Leeuwarden Toeschouwers: 6.743 Scheidsrechter: Liesveld |
| Wedstrijd 1 10 mei 2012 21:00 | Verslag    |       |           | Stadion: Cambuurstadion, Leeuwarden Toeschouwers: 6.743 Scheidsrechter: Liesveld |
| Wedstrijd 1 10 mei 2012 21:00 |            |       |           | Stadion: Cambuurstadion, Leeuwarden Toeschouwers: 6.743 Scheidsrechter: Liesveld |
| Wedstrijd 1 10 mei 2012 21:00 |            |       |           | Stadion: Cambuurstadion, Leeuwarden Toeschouwers: 6.743 Scheidsrechter: Liesveld |
|                               |            |       |           |                                                                                  |

|                               |                                          |         |                                 |                                                                                         |
| Wedstrijd 2 13 mei 2012 16:30 | VVV-Venlo                                | 4 – 3   | SC Cambuur                      | Stadion: Seacon Stadion - De Koel -, Venlo Toeschouwers: 7.500 Scheidsrechter: Makkelie |
| Wedstrijd 2 13 mei 2012 16:30 | Berghuis 12', 25' Holla 82' Uchebo 90+2' | Verslag | 11', 59' Türk 86' Van der Heide | Stadion: Seacon Stadion - De Koel -, Venlo Toeschouwers: 7.500 Scheidsrechter: Makkelie |
| Wedstrijd 2 13 mei 2012 16:30 |                                          |         |                                 | Stadion: Seacon Stadion - De Koel -, Venlo Toeschouwers: 7.500 Scheidsrechter: Makkelie |
| Wedstrijd 2 13 mei 2012 16:30 |                                          |         |                                 | Stadion: Seacon Stadion - De Koel -, Venlo Toeschouwers: 7.500 Scheidsrechter: Makkelie |
|                               |                                          |         |                                 |                                                                                         |

- SC Cambuur blijft in de Eerste divisie.

### Derde ronde

#### Wedstrijd G
|                               |              |       |           |                                                                                              |
| Wedstrijd 1 17 mei 2012 12:30 | FC Den Bosch | 0 – 0 | Willem II | Stadion: Stadion De Vliert, 's-Hertogenbosch Toeschouwers: 7.966 Scheidsrechter: Wiedemeijer |
| Wedstrijd 1 17 mei 2012 12:30 | Verslag      |       |           | Stadion: Stadion De Vliert, 's-Hertogenbosch Toeschouwers: 7.966 Scheidsrechter: Wiedemeijer |
| Wedstrijd 1 17 mei 2012 12:30 |              |       |           | Stadion: Stadion De Vliert, 's-Hertogenbosch Toeschouwers: 7.966 Scheidsrechter: Wiedemeijer |
| Wedstrijd 1 17 mei 2012 12:30 |              |       |           | Stadion: Stadion De Vliert, 's-Hertogenbosch Toeschouwers: 7.966 Scheidsrechter: Wiedemeijer |
|                               |              |       |           |                                                                                              |

|                               |                         |         |                                     |                                                                                          |
| Wedstrijd 2 20 mei 2012 12:30 | Willem II               | 2 – 1   | FC Den Bosch                        | Stadion: Koning Willem II Stadion, Tilburg Toeschouwers: 14.637 Scheidsrechter: Liesveld |
| Wedstrijd 2 20 mei 2012 12:30 | Höcher 17' Podevijn 81' | Verslag | 58', 73' Seuntjens 90+3' Van Brakel | Stadion: Koning Willem II Stadion, Tilburg Toeschouwers: 14.637 Scheidsrechter: Liesveld |
| Wedstrijd 2 20 mei 2012 12:30 |                         |         |                                     | Stadion: Koning Willem II Stadion, Tilburg Toeschouwers: 14.637 Scheidsrechter: Liesveld |
| Wedstrijd 2 20 mei 2012 12:30 |                         |         |                                     | Stadion: Koning Willem II Stadion, Tilburg Toeschouwers: 14.637 Scheidsrechter: Liesveld |
|                               |                         |         |                                     |                                                                                          |

- Willem II promoveert naar de Eredivisie.
- FC Den Bosch blijft in de Eerste divisie.

#### Wedstrijd H
|                               |               |         |                           |                                                                              |
| Wedstrijd 1 17 mei 2012 14:30 | Helmond Sport | 1 – 2   | VVV-Venlo                 | Stadion: Lavans Stadion, Helmond Toeschouwers: 4.142 Scheidsrechter: Nijhuis |
| Wedstrijd 1 17 mei 2012 14:30 | Koubali 42'   | Verslag | 73' Vorstermans 87' Holla | Stadion: Lavans Stadion, Helmond Toeschouwers: 4.142 Scheidsrechter: Nijhuis |
| Wedstrijd 1 17 mei 2012 14:30 |               |         |                           | Stadion: Lavans Stadion, Helmond Toeschouwers: 4.142 Scheidsrechter: Nijhuis |
| Wedstrijd 1 17 mei 2012 14:30 |               |         |                           | Stadion: Lavans Stadion, Helmond Toeschouwers: 4.142 Scheidsrechter: Nijhuis |
|                               |               |         |                           |                                                                              |

|                               |                      |         |                          |                                                                                     |
| Wedstrijd 2 20 mei 2012 14:30 | VVV-Venlo            | 2 – 2   | Helmond Sport            | Stadion: Seacon Stadion - De Koel -, Venlo Toeschouwers: 8.000 Scheidsrechter: Vink |
| Wedstrijd 2 20 mei 2012 14:30 | Holla 5', 68' (pen.) | Verslag | 9' Stachnik 14' Grabovač | Stadion: Seacon Stadion - De Koel -, Venlo Toeschouwers: 8.000 Scheidsrechter: Vink |
| Wedstrijd 2 20 mei 2012 14:30 |                      |         |                          | Stadion: Seacon Stadion - De Koel -, Venlo Toeschouwers: 8.000 Scheidsrechter: Vink |
| Wedstrijd 2 20 mei 2012 14:30 |                      |         |                          | Stadion: Seacon Stadion - De Koel -, Venlo Toeschouwers: 8.000 Scheidsrechter: Vink |
|                               |                      |         |                          |                                                                                     |

- VVV-Venlo blijft in de Eredivisie.
- Helmond Sport blijft in de Eerste divisie.